# 2244 Tesla
A 2244 Tesla (ideiglenes jelöléssel 1952 UW1) a Naprendszer kisbolygóövében található aszteroida. Milorad B. Protić fedezte fel 1952. október 22-én. Nevét a híres szerb fizikusról, Nikola Tesláról kapta.